# Newmobile Ltd.
Newmobile Ltd. war ein britischer Hersteller von Automobilen und Nutzfahrzeugen.

## Unternehmensgeschichte
Das Unternehmen aus dem Londoner Stadtteil Acton übernahm im März 1906 den Fahrzeughändler P. G. Tachi und begann mit der Produktion von Automobilen. Der Markenname lautete Newmobile. 1907 endete die Produktion. Es ist keine Verbindung zur Newmobile Car Company bekannt, die Automobile unter dem Markennamen Compact anboten.

## Fahrzeuge
Das einzige Pkw-Modell war der 24 HP. Ein Sechszylindermotor trieb das Fahrzeug an. Außerdem bot das Unternehmen leichte Nutzfahrzeuge an.